# Sidney Farber
Sidney Farber (30. září 1903 Buffalo – 30. března 1973 Boston) byl americký peadiatrický patolog. Za jeho výzkum v Bostonské dětské nemocnici a přínos k financování 'boje proti rakovině' je dnes považován za otce moderní chemoterapie a peadiatrické patologie. Dana-Farberův institut pro rakovinu, nemocnice úzce spjatá s lékařskou fakultou Harvardovy univerzity, je pojmenována po něm.

## Mládí
Sidney Farber se narodil židovským rodičům v Buffalu v New Yorku a byl třetím nejstarším ze 14 sourozenců. Po dokončení střední školy nastoupil na State University of New York, kterou dokončil v roce 1923. Kvůli svému židovskému původu nebyl přijat na lékařskou fakultu v USA, díky svým jazykovým dovednostem ale mohl studovat v Německu, kde exceloval a bylo mu dovoleno od počátku druhého ročníku studovat na Harvardově univerzitě.

## Kariéra
Po ukončení studia na Harvardu prošel atestací v nemocnici Peter Bent Brigham v Bostonu a oficiálně se stal patologem. Po své atestaci byl zaměstnán v Bostonské dětské nemocnici jako rezidenční patolog a v roce 1928 se stal asistentem pro patologii na lékařské fakultě Harvardovy Univerzity. V roce 1929 se stal prvním patologem, který byl v Bostonské dětské nemocnici zaměstnán na plný úvazek. Zde později prováděl svůj výzkum a ve své laboratoři zde stvořil první metody chemoterapie. Jeho kniha The Postmortem Examinations je považována za klasiku v oboru patologie.

### Výzkum
Po studiu účinků kyseliny listové na produkci červených krvinek a jejího využití u pacientů s perniciózní anémií se rozhodl tuto látku zkusit použít proti leukémii. K jeho překvapení kyselina listová leukémii spíše urychlila a posílila než cokoli jiného, což Farberovi vnuklo jinou myšlenku – využití antagonistů této kyseliny. Látku aminopterin, která blokovala účinek kyseliny listové, pro něj vyrobil chemik Yellapragada Subbarao a v roce 1947 ji poprvé vyzkoušel na pacientovi. Tím byl tehdy dvouletý Robert Sandler trpící akutní lymfoblastickou leukémií. Aminopterin, blokující funkci enzymů, které jsou potřebné k replikaci DNA a buněčnému dělení, chlapce zázračně uzdravil a malý Robert se poprvé po měsících znovu postavil na vlastní nohy. V remisi vydržel pouze několik měsíců před svým úmrtím v roce 1948. I tak se ale jednalo o úspěch, který ve své době neměl obdoby.
Mezi další jeho objevy patří Farberova nemoc, což je autosomální recesivní genetická choroba způsobena mutací genu ASAH1, který kóduje enzym ceramidázu. Tato mutace vede k nahromadění ceramidu, který způsobuje progresivní poškození tkání, obzvlášť v oblasti kloubů, jater, plic a nervového systému.
Sidney Farber přispěl i ke zdokonalení léčby Wilmsova nádoru. Poprvé v historii dokázal indukovat remisi u svých pacientů trpící touto chorobou v padesátých letech a postupem času se Farberovi a jeho týmu podařilo zvýšit procento vyléčených ze 40 % na 89 %.